# Maria Boniecka
Maria Boniecka, poljska pisateljica, publicistka, urednica in učiteljica, * 1910, Varšava, † 1978.
Po magisteriju se je posvetila izobraževanju odraslih in leta 1937 prejela odlikovanje križ za zasluge za svoje delo z nepismenimi. Med drugo svetovno vojno se je proslavila z delovanjem v odporniškem gibanju poljske Domovinske armade v Varšavi, za kar je bila prav tako odlikovana. Po vojni je najprej učila poljščino v srednji šoli, leta 1956 pa je bila imenovana za urednico literarnega tednika Ziemia i Morze. Kmalu je s kritičnimi članki vznejevoljila komunistično oblast, zato je bila odstavljena kot urednica, kasneje pa ji je partija tudi preprečila poučevati in objavljati ter ji odvzela pokojnino.
Leta 1965 ji je uspelo zapustiti državo. Emigrirala je v Avstralijo, kjer je nadaljevala s pisanjem o političnih temah v raznih poljskih publikacijah, leta 1975 pa je izdala tudi spomine z naslovom Ucieczka za Druty (Beg preko žice). 